# Banu Di-l-Nun
La Dinastía Banu Di-l-Nun (este nombre parece el más utilizado por la historiografía, también conocido su apellido como Banu Dil-Nun o Banu Di L-Nun) fue una dinastía bereber que reinó en la Taifa de Toledo.

## Orígenes
Banu Di-l-Nun (en árabe ﺑﻨﻮ ذي اﻟﻨﻭﻦ) eran una familia bereber de la tribu hawwara llegados a la península en tiempos de la conquista islámica. Se establecieron en la cora de Santabariyya o Shant Bariya (Santaver) (provincia de Cuenca) y en el proceso de arabización de los siglos VIII-X cambiaron su nombre bereber de Zennún arabizándolo en Di-l-Nun. 
Durante la segunda mitad del siglo IX llegaron a controlar gran parte de lo que actualmente es la provincia de Cuenca desde su centro de poder de Santabariyya (cercana a la ciudad romana de Ercávica). Entre el territorio que controlaban estaba Uclés, Huete, Cuenca, Huélamo, Valera, Alarcón e Iniesta. Por la especial orografía de la zona, estuvieron en continua revuelta contra el poder emiral omeya, conservando cierta independencia, y enfrentándose de manera periódica con los toledanos. En ese tiempo fueron uno de los linajes más destacados de la Marca Media, citados por las fuentes por sus alzamientos frente al poder emiral y por sus alternativas sumisiones. 

Con Almanzor, para reforzar su poder, buscó alianza con los señores fronterizos tanto con el señor de Zaragoza y, en el caso que nos atañe, con los Banu Di-l-Nun. 

Progresaron mucho, ganaron fama y guiaron ejércitos

## Siglo XI
Volvieron a su autonomía con la decadencia del Califato durante el primer decenio del siglo XI: entonces, posiblemente, Abd al-Rahman ibn Di-l-Nun logró que el califa omeya Sulaimán al-Mustaín (1009-10 y 1013-16) le otorgase el nombramiento como señor de Santaver, Huete, Uclés y Cuenca, llevando el título de Násir al-Dawla. Este Abd al-Rahman confió en 1018 a su hijo Ismaíl el gobierno de Uclés en su nombre y que luego, lo envió a Toledo a requerimiento de los toledanos insatisfechos con sus gobernantes.

### La Taifa de Toledo
Esta dinastía le dio los tres régulos a la Taifa de Toledo. Estos régulos fueron:
- Ismaíl al-Záfir (1023-1043)
- Al-Mamún de Toledo (1043-1075), Hijo del anterior, aunque tuvo que disputar al principio de su reinado el trono a su hermano.
- Al-Cádir (1075-1080), Nieto del anterior, que también fue régulo de la Taifa de Valencia.